# Janzenella
Janzenella ist eine Hautflüglergattung in der Überfamilie Platygastroidea. Die Gattung wurde 2007 von den Entomologen Lubomír Masner und Norman F. Johnson eingeführt. Typusart ist Janzenella innupta Masner & Johnson, 2007. Der Gattungsname ehrt den US-amerikanischen Evolutionsbiologen Daniel Hunt Janzen, der in der Provinz Guanacaste in Costa Rica zahlreiche Exemplare der Typusart einfing, auf deren Grundlage die Art und Gattung beschrieben wurde.  

## Taxonomie
Die Gattung wurde anfangs in der Unterfamilie Scelioninae geführt. Johnson und Austin gliederten die Gattung 2021 aus und erhoben sie in den Rang einer Familie, die Janzenellidae.

## Merkmale
Die schlanken Hautflügler sind zwischen 1,2 und 1,3 mm lang. Sie weisen relativ kurze Beine und Fühler auf und sind makropter (vollgeflügelt). Die Gattung besitzt ein besonderes Metasoma, bei dem die Vorderränder des ersten Tergits und Sternits nicht gekielt sind, eine Form, die nur bei Janzenella und bei Mantibaria vorkommt. Bremer et al. (2021) verkürzten die ursprüngliche Gattungsbeschreibung von Masner & Johnson (2007), um beide Arten darin unterzubringen.

## Lebensweise
Die Biologie der einzigen rezenten Art, Janzenella innupta, war Stand 2021 noch unbekannt. Die durch Malaise-Fallen gefangenen Exemplare waren ausschließlich Weibchen.

## Systematik
Die Gattung Janzenella umfasst folgende beschriebene Arten:
- Janzenella innupta Masner & Johnson, 2007 – rezent: Costa Rica; fossil: Dominikanischer Bernstein (Oligozän–Miozän)
- †Janzenella theia Bremer et al., 2021 – Baltischer Bernstein (Eozän)